# Docophoroides murphyi
Docophoroides murphyi är en insektsart som först beskrevs av Kellogg 1914.  Docophoroides murphyi ingår i släktet Docophoroides och familjen fjäderlöss. Inga underarter finns listade i Catalogue of Life.